# Phonicosia
Phonicosia is een mosdiertjesgeslacht uit de  familie van de Lacernidae en de orde Cheilostomatida.

## Soorten
- Phonicosia circinata (MacGillivray, 1869)
- Phonicosia crena Min, Seo, Grischenko, Lee & Gordon, 2017
- Phonicosia jousseaumi Jullien, 1888
- Phonicosia oviseparata (Brown, 1952)
- Phonicosia reingensis (Powell, 1967)
- Phonicosia vandiemenensis (Powell, 1967)

Niet geaccepteerde soort:
- Phonicosia styphelia Gordon, 1989 → Lacerna styphelia (Gordon, 1989)